# 蘭嶼海砂屋國宅重建事件
蘭嶼海砂屋國宅重建事件係針對1960年代至1980年代間，中華民國政府於台灣蘭嶼地區的國宅政策，其所建設之國宅後經證實皆為海砂屋而無法居住，達悟族人進而成立自救會訴求國家賠償。並於1994年獲得政府以每戶45萬新臺幣自行就地改建之方式處理。

## 事件經過
1966年起，中華民國政府補助興建的「示範國宅」陸陸續續在島上出現，到了1970年代後半更在《改善蘭嶼山胞住宅計畫》推動下，企圖以現代國宅取代傳統住宅。政府對於蘭嶼國宅的興建可分兩個階段：第一階段是1966年至1974年，主要以每年16戶，在各部落原有傳統聚落外另覓地興建的方式進行；1974年「中華婦女反共聯合會」（婦聯會）赴蘭嶼考察後，建議省政府加強改善蘭嶼鄉「山胞」住宅，於是展開第二階段1975-1980年的大規模改建。到了1980年代為止，總共興建了566戶，此階段不僅改建的戶數增加、在不同的部落同時進行，更重要的是開始拆除傳統家屋，對部落帶來相當大的衝擊。
從1966年起分兩階段的國宅改建，每一戶約12坪大，達悟族人住進不到五、六年，房子開始掉落水泥塊、鋼筋外露鏽蝕，許多房屋形同危樓。自1994年證實蘭嶼國宅是海砂屋後，達悟族人以行動向政府求償。後政府以每戶45萬新臺幣自行就地改建的方式處理。

## 影響
由於政府所補助的45萬元並無法建造一棟現代化的房屋，因此大多數達悟人必須在台灣本島工作自籌建屋經費，存了一點錢便買材料回蘭嶼蓋房子。因這計畫改變了族人的就業型態，從事季節性或臨時性工作的人增加了。